# São Bento do Una
São Bento do Una é um município brasileiro do estado de Pernambuco. Administrativamente é composto pelos distritos sede e Espírito Santo, e pelos povoados de Jurubeba, Pimenta, Queimada Grande, Maniçoba e Gama.

## Geografia
Localiza-se no Planalto da Borborema, à latitude 08º31'22" sul e à longitude 36º26'40" oeste, com altitude de 614 metros. Sua população, conforme censo realizado pelo IBGE em 2022, era de 51,264 habitantes.
| Dados climatológicos para São Bento do Una         | Dados climatológicos para São Bento do Una | Dados climatológicos para São Bento do Una | Dados climatológicos para São Bento do Una | Dados climatológicos para São Bento do Una | Dados climatológicos para São Bento do Una | Dados climatológicos para São Bento do Una | Dados climatológicos para São Bento do Una | Dados climatológicos para São Bento do Una | Dados climatológicos para São Bento do Una | Dados climatológicos para São Bento do Una | Dados climatológicos para São Bento do Una | Dados climatológicos para São Bento do Una | Dados climatológicos para São Bento do Una |
| Mês                                                | Jan                                        | Fev                                        | Mar                                        | Abr                                        | Mai                                        | Jun                                        | Jul                                        | Ago                                        | Set                                        | Out                                        | Nov                                        | Dez                                        | Ano                                        |
| -------------------------------------------------- | ------------------------------------------ | ------------------------------------------ | ------------------------------------------ | ------------------------------------------ | ------------------------------------------ | ------------------------------------------ | ------------------------------------------ | ------------------------------------------ | ------------------------------------------ | ------------------------------------------ | ------------------------------------------ | ------------------------------------------ | ------------------------------------------ |
| Temperatura máxima média (°C)                      | 32,1                                       | 32                                         | 31,8                                       | 30,8                                       | 29,1                                       | 27,2                                       | 26,9                                       | 26,8                                       | 28,7                                       | 31,1                                       | 32                                         | 32,5                                       | 30,1                                       |
| Temperatura média compensada (°C)                  | 24,8                                       | 24,8                                       | 24,7                                       | 24,1                                       | 23                                         | 21,6                                       | 21,3                                       | 20,6                                       | 21,7                                       | 23,5                                       | 24,7                                       | 24,4                                       | 23,3                                       |
| Temperatura mínima média (°C)                      | 19,7                                       | 19,7                                       | 19,7                                       | 19,5                                       | 18,9                                       | 17,9                                       | 17                                         | 16,2                                       | 17                                         | 18,1                                       | 19                                         | 19,3                                       | 18,5                                       |
| Precipitação (mm)                                  | 47,8                                       | 56,1                                       | 85,6                                       | 75,6                                       | 93,6                                       | 75,7                                       | 71                                         | 37,3                                       | 20,2                                       | 14,3                                       | 14,5                                       | 18,8                                       | 610,6                                      |
| Dias com precipitação (≥ 1 mm)                     | 4                                          | 4                                          | 6                                          | 7                                          | 11                                         | 11                                         | 13                                         | 9                                          | 4                                          | 2                                          | 2                                          | 2                                          | 77                                         |
| Fonte: Atlas Climatológico do Estado de Pernambuco |                                            |                                            |                                            |                                            |                                            |                                            |                                            |                                            |                                            |                                            |                                            |                                            |                                            |

## Economia
A economia local é baseada principalmente na agropecuária, com destaque para a avicultura e a produção leiteira.
A avicultura é o carro-chefe da economia de São Bento do Una, sendo um dos pilares econômicos da cidade e significativa de modo que o município é conhecido como a "Capital do Ovo. Esta atividade tem impacto profundo na estrutura econômica e social da cidade, com diversas granjas produzindo ovos e frangos para corte, gerando empregos e renda significativos para a população local.
São Bento do Una é o maior produtor de ovos do Nordeste brasileiro e o quarto maior do Brasil, com produção diária que ultrapassa 7 milhões de unidades, abastecendo não só o mercado local, mas também outros estados brasileiros.
A pecuária leiteira também tem relevância, contribuindo para a produção de laticínios na região. Além disso, há cultivos agrícolas como feijão, milho e mandioca, embora em menor escala.

## Turismo
Setembro: A Corrida da Galinha, patrimônio cultural e imaterial de  São Bento do Una,  é uma competição com premiações em brindes e dinheiro, além de atrações musicais e que que faz parte do calendário turístico de Pernambuco. 
28 de dezembro a 7 de janeiro: "Festa de Reis", patrimônio imaterial de São Bento do Una, com atrações musicais, parque de diversões e comidas típicas, além das festividades católicas.

## Cultura
É a cidade natal do cantor e compositor Alceu Valença e do escritor Gilvan Lemos.